# Tell Ridżim
Tell Ridżim (Tell Rijim) – stanowisko archeologiczne położone w Iraku, na terenie starożytnej Północnej Mezopotamii, w dolinie rzeki Tygrys, około 25 kilometrów na północny zachód od miasta Eski Mosul.

## Badania archeologiczne
Stanowisko badane było w latach 1984–1985 w ramach międzynarodowego projektu badań ratunkowych Eski Mosul Dam Salvage Project (następnie przemianowany na Saddam Dam Salvage Project), który został podjęty z inicjatywy Irackiego Departamentu Starożytności w latach 80. XX wieku z powodu planowanej budowy tamy na rzece Tygrys. Badania na Tell Ridżim prowadziła polska ekspedycja archeologiczna Centrum Archeologii Śródziemnomorskiej Uniwersytetu Warszawskiego pod kierunkiem Piotra Bielińskiego. Przeprowadzono trzy sezony badań terenowych. Stanowisko to stosunkowo niewielki tell o średnicy około 130 metrów, kryjący warstwy archeologiczne z wielu okresów. Na szczycie tellu odsłonięto sześć grobów szkieletowych, datowanych prawdopodobnie na okres sasanidzki (III–VI wiek n.e.). Tuż pod powierzchnią odsłonięto zniszczone pozostałości zabudowy z okresu nowoasyryjskiego z brukowanymi podwórkami, piecami chlebowymi i prostokątnymi pomieszczeniami, wzniesionymi na kamiennych fundamentach. Ważnym znaleziskiem związanym z tą warstwą są cztery pieczęcie cylindryczne datowane na 2. połowę VIII w. p.n.e. Najlepiej zachowane pozostałości osadnictwa pochodzą z 1. połowy II tysiąclecia p.n.e., kiedy funkcjonowała tu osada kultury ceramiki chaburskiej, otoczona murem obronnym. W zachodniej części stanowiska odsłonięto duży fragment rezydencji. Natomiast w jego centralnej części groby z kultury Niniwa 5. Najstarsze warstwy sięgają kultury Uruk. Pomiędzy wyodrębnionymi warstwami zarejestrowano także przerwy osadnicze, w czasie których następowała erozja tellu, znacznie utrudniająca badania archeologiczne. W ramach tego samego mikroregionu ekspedycja polska badała równolegle stanowisko Tell Raffaan.